# Исполнительный директор
Исполнительный директор — один из руководителей компании. Эта должность может быть аналогом директора или генерального директора, а может отличаться от них несколько меньшими полномочиями, которые закрепляются в уставных или иных документах. В некоторых компаниях исполнительный директор может действовать параллельно с первым лицом компании, концентрируясь на своих направлениях или задачах.

## Обязанности
Обязанностями исполнительного директора являются планирование, разработка и внедрение стратегических планов для компании, организация экономически обоснованной операционной деятельности. Исполнительный директор также ответственен за каждодневную операционную деятельность, организацию совещаний. Исполнительный директор совместно с другими топ-менеджерами разрабатывает и организует выполнение бизнес-планов. Акционеры или внешний совет директоров наделяют исполнительного директора властью управлять компанией. Исполнительный директор подотчётен Президенту компании или наблюдательному совету (или другому органу) на регулярной основе — поквартально, один раз в полгода или ежегодно. Наблюдательный совет может советовать или предлагать идеи по улучшению деятельности компании, однако именно исполнительный директор определяет необходимость и способ выполнения таких идей и советов.
Исполнительный директор выполняет роль лидера компании и часто выполняет обязанности по организации мероприятий по мотивированию сотрудников. Исполнительный директор мотивирует, обучает топ-менеджеров, персонал, аутсорсеров, ведёт совещания. Исполнительный директор развивает корпоративную культуру.
Одними из основных требований к Исполнительному директору являются информированность о всех процессах, происходящих в компании — персонал, акционеры, бюджет, капитальные средства и любые другие ресурсы — всё то, что позволяет увеличивать прибыльность компании и её позиции на рынках.

## Требования
Основные умения и знания исполнительного директора:
- Основы менеджмента и финансов
- Планирование
- Организация операционной деятельности
- Лидерство
- Координация действий и ресурсов (включая управление эффективностью)
- Знание психологии